# Tonosí
Tonosí est un corregimiento situé dans le district de Tonosí, province de Los Santos, au Panama. En 2010, la localité comptait 2 257 habitants.